# Rektumerkrankungen
Mastdarmerkrankungen (Erkrankungen des Rektums) können Teil einer Erkrankung von Colon und Rektum sein, zum Beispiel Colitis ulcerosa, sie können Teil einer Erkrankung von Anus und Rektum sein, zum Beispiel anorektale Missbildungen, oder isoliert den Mastdarm (das Rektum) betreffen.

## Angeborene Mastdarmveränderungen
Fehlbildungen des Mastdarms sind relativ selten und häufig mit analen Veränderungen kombiniert. Dazu zählen die Agenesie (völliges Fehlen), die Atresie (Verschluss), die Stenose (Enge) und die Duplikatur.

## Fisteln
Fisteln sind nicht natürliche Verbindungen, die beim Rektum im Zusammenhang mit bösartigen Tumoren und deren Behandlung entstehen können. Auch im Rahmen von anorektalen Missbildungen treten häufig Fisteln auf. Eine weitere Ursache für anorektalen Fisteln bildet der Morbus Crohn. Man unterscheidet Verbindungen zwischen Rektum und Scheide (Rektovaginale Fistel), zwischen Rektum und Blase (Vesikorektale Fistel), zwischen Rektum und Harnröhre (Rektourethrale Fistel) sowie Rektum und Haut (Rektokutane Fistel).

## Stenosen
Stenosen des Mastdarms sind Verengungen, die zu einem Rückstau des Stuhls führen. Das hat Verstopfung, Beschwerden beim Stuhlgang, eine Erweiterung des Dickdarms und im Extremfall einen Darmverschluss (mechanischer Ileus) zur Folge. Rektumstenosen können durch einen Tumor bedingt sein, angeboren sein, durch entzündliche Rektumveränderungen entstanden, durch therapeutische Maßnahmen entstanden sein. Nach Rektumoperationen kann eine Anastomosenstenose auftreten.

## Mastdarmvorfall

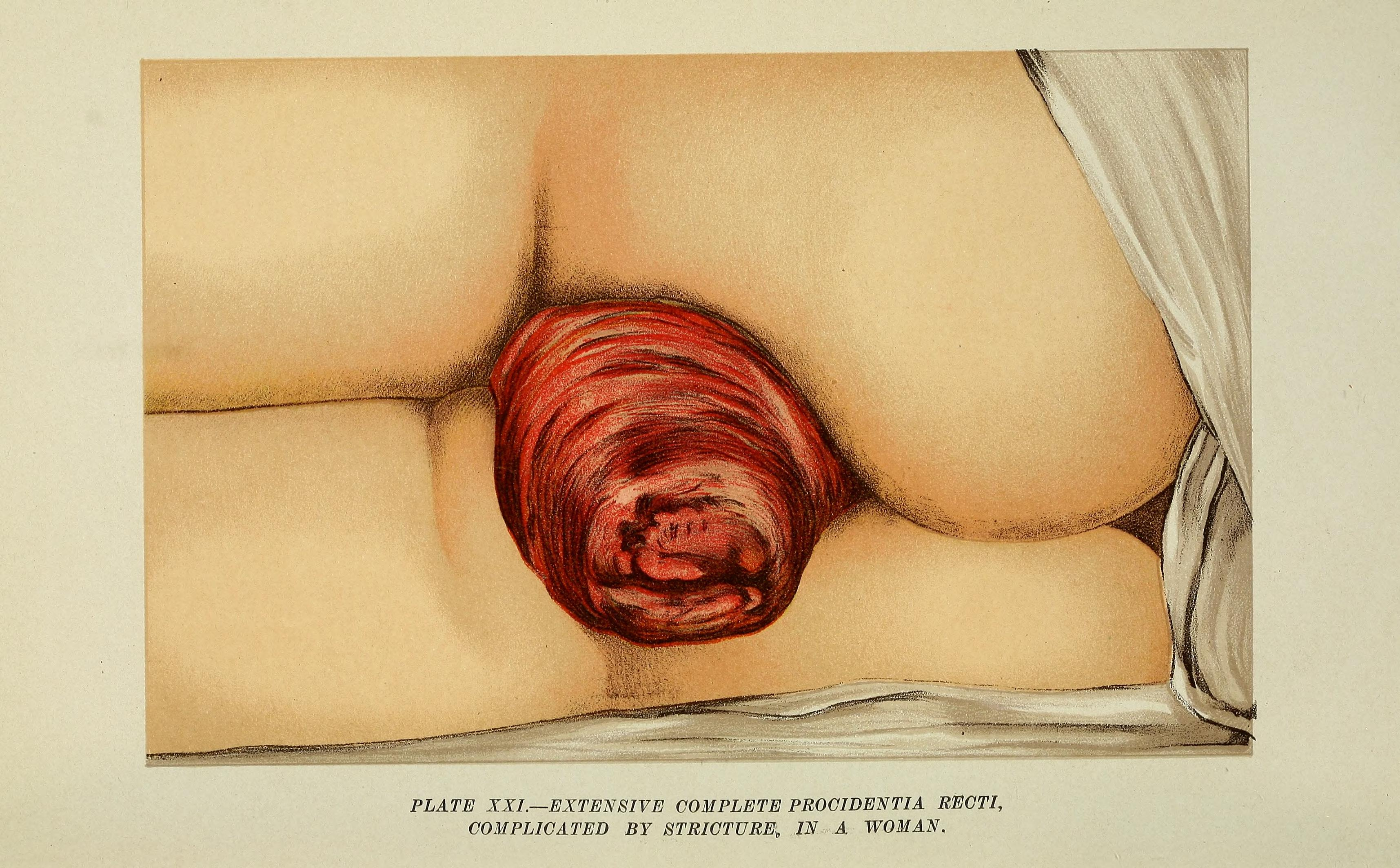
Rektumprolaps mit Ausstülpung des Mastdarms.

Beim Mastdarmvorfall kann sich durch eine Erschlaffung des Bindegewebes beim Pressen das Rektum durch den Anus nach außen vorstülpen.

## Traumatische Rektumveränderungen
Weil das Rektum durch das knöcherne Becken mechanisch geschützt ist, kommen Rektumverletzungen bei Polytraumen relativ selten vor. Pfählungsverletzungen entstehen durch den Sturz mit dem Gesäß auf spitze Teile, zum Beispiel eines Schutzzauns. Wenn unter der Geburt ein Dammriss 4. Grades auftritt, so wird die Rektumsschleimhaut verletzt. Fremdkörper im Rektum können meistens endoskopische entfernt werden. Auch bei bestimmten Sexualpraktiken kommen Verletzungen des Rektums vor (→ Fremdkörper in Anus und Rektum). Im amerikanischen Schrifttum spielen auch Schussverletzungen eine gewisse Rolle. Bei unsachgemäßen medizinischen Verrichtungen zum Beispiel bei der Endoskopie oder einem Einlauf kann es zu einer Verletzung des Rektums kommen.

## Sonstige makroskopische Veränderungen des Rektums
Divertikel des Darmes entstehen am häufigsten im Sigma, aber auch im Rektum. Bei zahlreichen Divertikeln spricht man von einer Divertikulose, die entzündliche Veränderung heißt Divertikulitis. Bei der Rektozele verlagert sich durch eine Erschlaffung des Beckenbindegewebes die Scheidenhinterwand mit dem Rektum nach ventral. Das Rektum ist daran nur passiv beteiligt. Die Invagination ist eine Einstülpung des Darms, die überwiegend am Dünndarm vorkommt. Selten gibt es sie auch am Rektum. Eine pathologische Erweiterung des Enddarm bezeichnet man als Megarektum. Bei der Hirschsprungschen Erkrankung sind Dickdarm und Rektum massiv erweitert, beim idiopathischen Megarektum nur der Enddarm.

## Entzündung und Ulcus
Die Entzündung des Rektums nennt man Proktitis. Höhergradige Entzündungen sind oft mit Schleimhautgeschwüren (Ulcus) verbunden. Die Colitis ulcerosa kann das gesamte Colon und das Rektum befallen, aber auch nur auf das Rektum beschränkt sein. Beim Morbus Crohn entstehen häufig Fistelgänge, die auch das Rektum einbeziehen können. Tiefe Ulzeration und Fisteln haben oft Abszesse neben dem Rektum zur Folge. Eine Proktitis kann auch durch spezielle Erreger, zum Beispiel Tuberkelbazillen, Gonokokken oder Chlamydien, entstehen. Mit Infektionen durch Gonokokken oder Chlamydien muss insbesondere bei homosexuellen Männern gerechnet werden. Auch Folgeerscheinungen einer Strahlentherapie können unter dem Bild einer Proktitis in Erscheinung treten.

## Blutung des Rektums
Die Mastdarmblutung ist eine der Ursachen einer unteren gastrointestinalen Blutung. Bei einer rektalen Blutung muss immer ein bösartiger Prozess ausgeschlossen werden. Zu den gutartigen Ursachen gehören die Proktitis (entzündlich, erregerbedingt oder Strahlenproktitis), Nachblutungen nach medizinischen Eingriffen (Polypektomie, Biopsie des Rektums, transrektale Prostatastanzbiopie und andere), Verletzungen (siehe oben), das kavernöse Hämangiom des Rektums und die rektale Endometriose. Häufigkeit und Intensität einer Blutung des Rektums steigen bei gleichzeitiger Hemmung der Gerinnung.

## Gefäßveränderungen des Rektums
Das Rektum wird durch die Arteria mesenterica inferior und zusätzlich durch Äste der Arteria iliaca interna versorgt. Durch diese Doppelversorgung ist es seltener von arteriellen Durchblutungsstörungen betroffen wie höhere Abschnitte des Darms. Am häufigsten kommt es durch Operationen der Aorta abdominalis, zum Beispiel wegen eines Aortenaneurysmas zu Durchblutungsstörungen des Rektums. Durchblutungsstörungen des Rektums können unter dem Bild einer Proktitis in Erscheinung treten. Rektumvarizen treten häufig in Verbindung mit einer allgemeinen Beckenvarikose auf.

## Neubildungen des Rektums

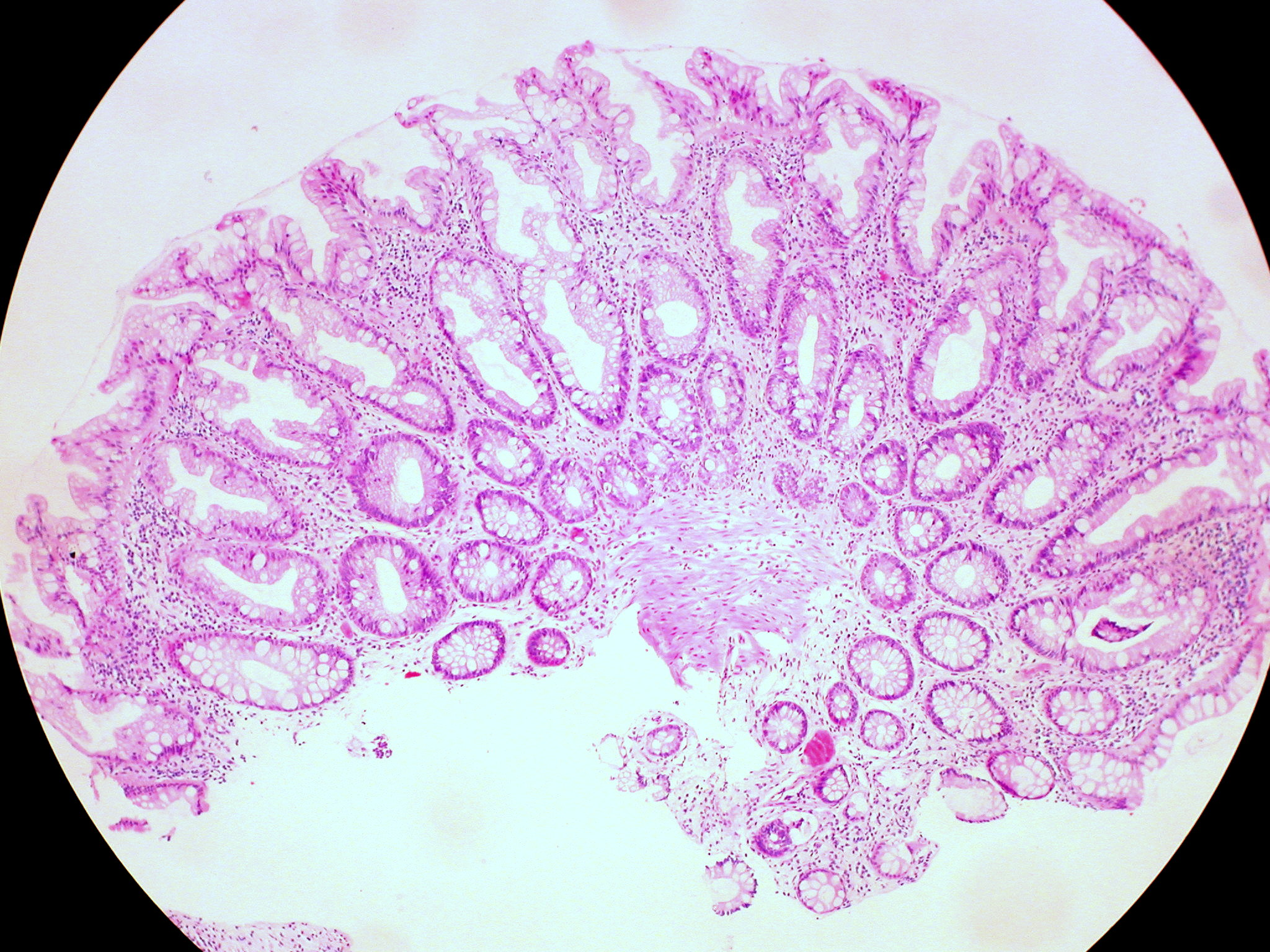
Hyperplastischer Polyp des Rektums. Mikroskopisches Bild, H.-E.-Färbung

### Gutartige Neubildungen und Krebsvorstufen
Gutartige Neubildungen sind Polypen, Lipome, Leiomyome, Schwannome und kaveröse Hämangiome.
Adenome und Polypen sind zwar meistens gutartig, entwickeln sich aber teilweise zu invasiven Rektum-Karzinomen weiter und müssen deshalb behandelt werden. Da die Entartung meistens an der Basis des Polypen stattfindet, ist es wichtig, nicht nur die Spitze des Polypen zu entfernen, sondern auch den Stumpf. Komplexe Polypen erfordern unter Umständen eine endoskopische Schleimhautentfernung oder eine chirurgische Resektion.

### Primäre Adenokarzinome
Primäre Adenokarzinome bilden 90–95 % der bösartigen rektalen Tumoren. Tumoren des Enddarm werden häufig mit den Tumoren des Dickdarms zu den kolorektalen Karzinomen zusammengefasst. Während die systemische Behandlung der metastasierten Tumoren von Rektum und Colon sehr ähnlich ist, unterscheidet sich die lokale Behandlung durch Operation und Strahlentherapie erheblich. Erste Rektumresektionen zur Behandlung von Rektumkarzinomen erfolgten durch Faget (1739), Jacques Lisfranc (1830) und Alfred Armand Velpeau sowie durch Johann Friedrich Dieffenbach (1840). Erste Rektumresektionen bei hochsitzenden Karzinomen erfolgten ab 1882 1884 hatte Paul Kraske die Operation eines hochsitzenden Mastdarmkrebses durchgeführt.

### Sonstige bösartige Tumoren des Rektums

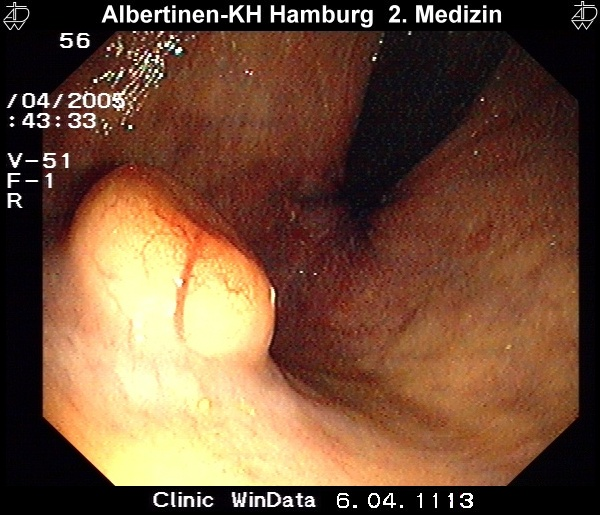
Endoskopisches Bild eines Karzinoids im Rektum

Seltenere Mastdarmtumoren sind Lymphome, gastrointestinale Stromatumoren, Karzinoide, Melanome und Kaposi-Sarkome.

### Metastatischer Tumorbefall des Rektums
Neben primären Rektumtumoren gibt es einen metastatischen Befall, zum Beispiel durch Tumoren des weiblichen Muttermundes, der Prostata oder der Harnblase. Nach Autopsiestudien bestand bei 4 % der Prostatakarzinome eine Beteiligung des Rektums. Klinisch fand sich je zur Hälfte eine Raumforderung der Rektum Vorderwand mit oder ohne Ulzeration oder eine anuläre Verengung.

## Sonstige Rektumveränderungen
Weitere Erkrankungen des Mastdarms sind zum Beispiel Therapiefolgezustände wie die Anastomoseninsuffizienz nach Operation eines Rektum-Karzinoms. Bei der Bestrahlung des Beckens, zum Beispiel bei der Bekämpfung von Zervixkarzinomen, Rektumkarzinomen, Blasen-Karzinomen oder Prostatakarzinomen kann es zu akuten und chronischen Veränderungen des Enddarm kommen.